# Gabriela-Lola Anghel
Gabriela-Lola Anghel (n. 16 aprilie 1973

) este un deputat român, ales în 2012 din partea grupului parlamentar PP DD. Gabriela-Lola Anghel a fost membru în grupurile parlamentare de prietenie cu Franța (Camera Deputaților) și Lituania.